# Хурге (дегестан)
Хурге (перс. خورهه) — дегестан в Ірані, в Центральному бахші, в шагрестані Магаллат остану Марказі. За даними перепису 2006 року, його населення становило 2290 осіб, які проживали у складі 793 сімей.

## Населені пункти
До складу дегестану входять такі населені пункти:
- Альджан
- Варін-е Бала
- Варін-е Паїн
- Гаджіабад
- Ісаабад
- Ландже
- Мазґан
- Нейне
- Таєкан
- Фаріджан
- Хурге